# Octavien Bringuier
Pour les articles homonymes, voir Bringuier.
Octavien Bringuier, né Guillaume Junior Octavien Bringuier à Montpellier (Hérault), le 21 janvier 1829
mort à Montpellier (Hérault) le 10 septembre 1875, est un poète, un philologue et un félibre occitan.

## Biographie
Octavien Bringuier est le fils d'un médecin de Montpellier. Il s'est engagé dans l'armée à 18 ans et en est sorti en 1854.  Il a alors travaillé trois ans plus tard à la poste de Montpellier. Il a épousé le 29 janvier 1866 Marthe Bonnet fille d'un maître de poste. Il a été nommé successivement à Arles, Marseille, Nîmes, Avignon.
Octavien Bringuier est un des fondateurs de la Société pour l'étude des langues romanes, dont il a été le rédacteur et un collaborateur journalistique. Il a été chargé le 2 mai 1873 avec Charles de Tourtoulon par Jules Simon, Ministère de l'instruction publique, de déterminer les frontières des dialectes d’oïl et d'oc. Cette mission a été renouvelée pour les années 1874 et 1875. Bringuier sentait déjà le mal qui devait l'emporter. Les deux amis ont parcouru de l'Océan à Guéret la frontière linguistique du domaine occitan. La maladie a empêché la poursuite de cette enquête de terrain. Un premier rapport a été adressé à M. le Ministre de l'Instruction publique, des cultes et des beaux-arts en 1876, sous le titre Étude sur la limite géographique de la langue d'oc et de la langue d'oïl. Ce rapport est à l'origine de la détermination d'un espace linguistique intermédiaire entre domaine occitan et domaine français, que Jules Ronjat a nommé le « Croissant » en 1913.
Aux Jeux floraux d'Apt de 1862, Octavien Bringuier a obtenu une mention exceptionnelle du jury pour son tableau de l'Histoire de la Provence.
Une rue de Montpellier porte son nom depuis 1934.

## Œuvres

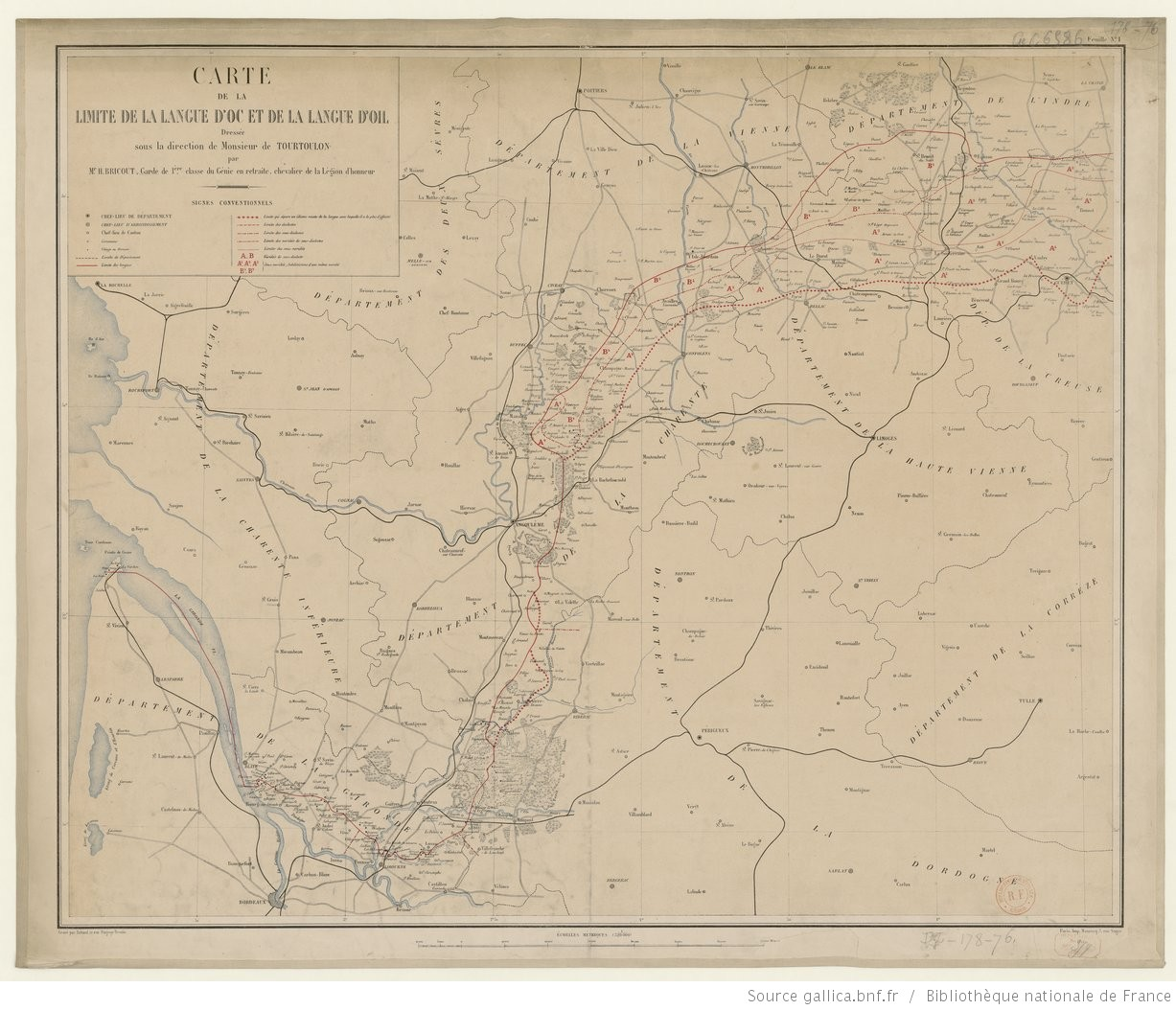
Carte des limites de la langue d'oc établie sous la direction de Tourtoulon.

- Poésies languedociennes d'Octavien Bringuier (1970)
- Poésies languedociennes d'Octavien Bringuier, précédées d'une étude sur la renaissance montpelliéraine (1896)
- de Tourtoulon, Charles, A. et Bringuier, Octavien, Étude sur la limite géographique de la langue d'oc et de la langue d'oïl. : Rapport destiné au ministre de l'instruction publique des cultes et des beaux-arts, Paris, Imprimerie nationale, 2007 (réimpr. Institut d’Estudis Occitans dau Lemosin & Lo Chamin de Sent Jaume) (1re éd. 1876), 63 p. (lire en ligne)
- Un Méchant rêve (1874)
- A perpaus de Petrarca (1874)
- Lou Roumieu, legenda dau tems das comtes de Prouvença (1873)
- Nadau. As enfantous (1872)
- Prouvença, par Octavien Bringuier. Précédé d'une note orthographique, par M. Ch. de Tourtoulon (1871)
- Ouresoun (1863)
- Violeto et lou Parpalou, Armana Prouvençau (1862)

Il a collaboré avec Charles de Tourtoulon à partir de 1873 à l'établissement d'un dictionnaire français-languedocien, qu'il a mené jusqu'à la lettre B.

## Pour approfondir